# Star Names: Their Lore and Meaning
Имена звезд: их смысл и значения (англ. Star Names: Their Lore and Meaning) — книга Ричарда Хинкли Алена, написанная им в 1899 году, в которой обсуждаются названия звёзд, созвездий и их истории.

## Автор
Ричард Хинкли Ален (1838, Буффало, шт. Нью-Йорк — 1908, Нортгемптон, Массачусетс) был одарённым эрудитом и натуралистом-любителем. Его широкий круг интересов заставил его друзей дать ему прозвище «ходячая энциклопедия». Его юношеское стремление заниматься астрономией было нарушено плохим зрением, и вместо этого он стал умеренно успешным бизнесменом. Он продолжал заниматься наукой как хобби до конца своей жизни.

## Содержание книги
Впервые опубликованная в 1899 году под названием Имена звезд и их значения (англ. Star-Names and Their Meanings) эта работа собрала материал о происхождение звёздных имен и имен созвездий из множества источников, некоторые из которых первичные, но большей частью вторичные; также кратко рассказывая о различных мифах и фольклоре, связанных со звёздами в греко-римской традиции; а также в арабских, вавилонских, индийских и китайских традициях, для которых, однако, современная для XIX века критика свелась к задаче, утверждать, что все эти значения в значительной степени устарели и к настоящему времени должны быть заменены.
В книге также представлены некоторые подробные сведения об астрономии на уровне знаний конца XIX века. Точно так же астрология и её история кратко включены во введение, а некоторые другие основные астрологические ссылки разбросаны по всей книге, хотя автор и критиковал астрологию.

## Критика книги
Фредерик Пол в 1965 году назвал «Звездные имена» «прекрасной книгой (но вряд ли пригодной для «чтения в гамаке»). Книга была раскритикована Полом Куницшем (1979) и Гари Д. Томпсоном за использование устаревших источников и, таким образом, за ненадежность названий звезд и их происхождения. Томпсон утверждает, что обсуждение названий звёзд является особенно ненадёжным в отношении арабских названий звёзд, а также месопотамских и египетских созвездий и названий звёзд.

## Дальнейшее чтение
Прямого современного эквивалента не существует, хотя Ян Ридпати писал о традиционной греческой и римской мифологией созвездий, в то время как «Краткое руководство Поля Куницша и Тима Смарта по современным звездным именам» (Otto Harrassowitz, 1986) является авторитетным источником информации о происхождении звёздных имён.

## Внешние ссылки
- Allen's Star Names[8] на LacusCurtius